# 应德闳
应德闳（1876年—1919年）浙江永康芝英镇人，清朝及中华民国政治人物。

## 生平

### 早年生涯
应德闳生于永康芝英镇的一个书香门第，其父应宝时为清朝道光年间举人，后出任江苏按察使兼布政使。应德闳于光绪丁酉年（1897年）考中举人。清末，应德闳先后出任江苏候补道员、淮安府知府。
1910年，程德全调任江苏巡抚。不久，应德闳出任程德全的幕友。1910年，时任江苏布政使陆钟琦升任山西巡抚，程德全任命时为候补道员的应德闳接任江苏布政使。为此，程德全被御史参劾，称其以未引见的道员晋升布政使，不合惯例。应德闳遂未能接任布政使。

### 江苏民政长
1911年辛亥革命爆发后，程德全宣布江苏独立，成为第一任江苏都督。程德全提拔应德闳为江苏督政府财政部部长和机要员。1912年11月19日，应德闳被中央政府任命为江苏省第一任民政长，管理江苏省行政事务。1913年1月初，大总统袁世凯颁布《划一现行各省地方行政官厅组织令》和《现行都督府组织令》，规定各省军政、行政分离，各省最高行政长官通称“民政长”，由大总统直接任命。
清朝江苏巡抚衙门设在苏州，苏州是江苏省的行政中心。辛亥革命之后，江苏政局混乱，南京有中央设立的留守府，苏州有江苏督政府，上海有沪军都督，扬州、常州分别设有扬州军政分府、常州军政分府。应德闳就任民政长后，将江苏省民政府从苏州迁往南京。他还颁布了《江苏省民政府组织条例》，规定民政府暂设内务、财政、教育、实业四司。与此同时，他还和江苏都督程德全任命了马士杰为内务司长、龚杰为财政司长、黄炎培为教育司长、黄以霖为实业司长。随后他还制定了《江苏民政府办事规则》。
中华民国初年，上海仍属江苏省管辖。上海的米粮销售兴旺，但米粮税收一直采取“认税”法，即江苏省民政府都督和上海米业公所所长商定税收定额，向米商征收。应德闳为维护江苏省民政府的利益，改采“散收”法，即根据米商的实际销售额，由货物税公所直接收税。此法因使上海米商的利益受损，上海米业公所乃通过上海商会致电中央政府，要求保护商权，维持原来的“认税”法，同时抗议江苏省民政府的新政策。应德闳据理反驳，称法律未明确规定要实行“认税”，且新政策的目的是整顿税收，并非为了增加米税。在应德闳的坚持下，最后暂时试行“散收”，此次近一个月的“米税征收案”争议结束。
江苏省民政府刚刚迁入南京时，财政困难。应德闳邀请方从美国宾夕法尼亚大学商学院学成归国的陈光甫出任江苏省财政司副司长。陈光甫接受任命后，建议应德闳利用裕苏官钱局拥有钞票发行权的优势，对裕苏官钱局进行改组和扩充，兴办江苏兴业银行，从而拓宽江苏财政。在应德闳的支持下，江苏银行成立。应德闳任江苏银行正监督，陈光甫任副监督。江苏银行初设于苏州，迁至上海后，由陈光甫专任总经理。
应德闳任江苏省民政长期间，和张謇、赵凤昌、史量才、陈冷五人共同集资购入《申报》合股经营。当时《申报》在席子文手中经营不善。应德闳等人接手后，史量才出任总经理。此后，《申报》发展十分兴盛。后来，应德闳的长子朱应鹏曾在史量才手下任《申报》总编，和鲁迅、茅盾等十分友好。

### 宋教仁案
1913年3月20日傍晚，新任国民党代理理事宋教仁在上海火车站遇刺，于3月21日在医院因抢救无效而身亡，此即宋教仁案。案件发生后，中国舆论纷纷要求缉拿凶手。大总统袁世凯连续发来两封电报表示关切，同时命江苏都督程德全及民政长应德闳“迅缉真凶，以维国纪而慰英魂”。
3月22日，江苏都督程德全、民政长应德闳发出布告称：“悬赏大洋一万，如有拿获真凶者，经案讯属实后，即将赏洋如数照给，决不食言。”布告贴满上海街头。随后，应德闳在上海、南京奔走。不久，指使行凶的应桂馨、凶手武士英在上海英、法租界相继被捕。经审讯，应德闳发现，“宋案”涉及国务总理赵秉钧的秘书洪述祖，甚而涉及赵秉钧及袁世凯。1913年4月25日，程德全、应德闳将“宋案”证据公布，揭露袁世凯派人刺杀宋教仁。证据公布后，中国舆论哗然，袁世凯受到谴责，“二次革命”爆发。
为此，袁世凯十分痛恨应德闳。不久，袁世凯借一桩公债案查办应德闳。应德闳被平政院传到北京后，被安排在白庙胡同的大同公寓居住。公寓门口每天都有一名警察站岗，应德闳从而失去了出入的自由。应德闳的通信也受检查，信件只能偶尔托马叙伦带出公寓到东交民巷的邮政局发出，因为东交民巷使馆区内的信件是不受检查的，而应德闳是马叙伦长辈的旧交，所以他们的来往也未引起袁世凯的怀疑。
1913年9月6日，袁世凯下令免去应德闳的江苏省民政长一职。此后，应德闳在上海隐居，不再做官。
1919年，应德闳逝世，享年42岁。应德闳的墓地在翁家山。